# 荏弱莠竹
荏弱莠竹（学名：Microstegium delicatulum），为禾本科莠竹属下的一个植物种。其种加词“delicatulum”意为“嫩弱的”。